# Zapora Hirakud
Zapora Hirakud – zapora i elektrownia wodna na rzece Mahanadi zlokalizowana w indyjskim stanie Orisa w odległości 15 kilometrów od miasta Sambalpur. Powstanie zapory uznawane jest za sztandarowy przykład cechującej rządy Jawaharlala Nehru przyśpieszonej i kosztownej społecznie industrializacji.
Wstępne plany budowy zapory retencyjnej i połączonej z nią elektrowni wodnej powstały jeszcze w okresie brytyjskiego panowania kolonialnego.
Budowa zapory rozpoczęta została 12 kwietnia 1948 roku. Kompleks ukończony został w 1953 roku, zaś użytkowanie tamy zostało formalnie zainaugurowane przez Nehru 13 stycznia 1957 roku.
Tama Hirakud jest jedną z najdłuższych zapór wodnych świata. Całkowita długość tamy wynosi 25,8 kilometrów, w tym 4,8 kilometrów w jej głównym odcinku. Maksymalna wysokość obiektu wynosi 60,96 m. Zasadniczym celem powstania obiektu była ochrona przeciwpowodziowa oraz irygacja okolicznych obszarów. Obiekt spełnia także istotną funkcję energetyczną: łączna moc hydroelektrowni Hirakud obecnie wynosi 307.5 MW.
Konsekwencją powstania zapory stało się wysiedlenie z miejsca dotychczasowego zamieszkania ponad 110000 osób (22000 rodzin).